# Sailor Senshi

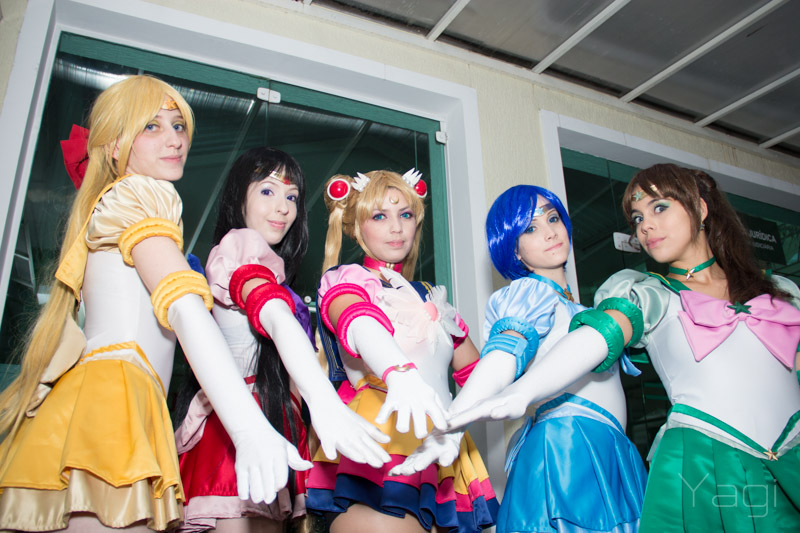
Cosplayers interpretando a las Sailor Senshi del Sistema Solar Interno.

Una Sailor Senshi (セーラー戦士 Sērā Senshi?, guerrera con traje de marinero)  es el arquetipo de heroína perteneciente a la metaserie Sailor Moon. Las Sailor Senshi son justicieras que luchan contra el mal por medio del "poder de su planeta guardián" (también llamado su "poder estelar"): una facultad mágica y personal, procedente de un exclusivo vínculo místico (que cada una de ellas posee) respecto a un planeta o astro en específico. Heroínas típicas del género magical girl, ocasionalmente mantienen dos identidades: la civil y la guerrera, siendo la conexión entre ambas de carácter secreto. Cada Senshi posee la capacidad de transformarse mágicamente en su alter ego, para obtener así un uniforme personalizado y sus poderes especiales. Sus super-poderes y nombres de batalla personales (usualmente, formas de gairaigo y wasei-eigo, derivadas de vocablos tomados del inglés) aluden a los planetas (o cuerpos celestes) con los cuales se asocia individualmente a cada una de ellas (por ejemplo, los de "Sailor Mercury" al planeta Mercurio, los de "Sailor Jupiter" al planeta Júpiter, etc.). Estos astros estarían conectados con una parte de su ser, llamada "semilla estelar" o Cristal Sailor, la cual les otorga poderes elementales (basados en correspondencias de la filosofía oriental tradicional) y que en algunas versiones les permitiría también a estas guerreras poder renacer (conservando sus habilidades) más de una vez.

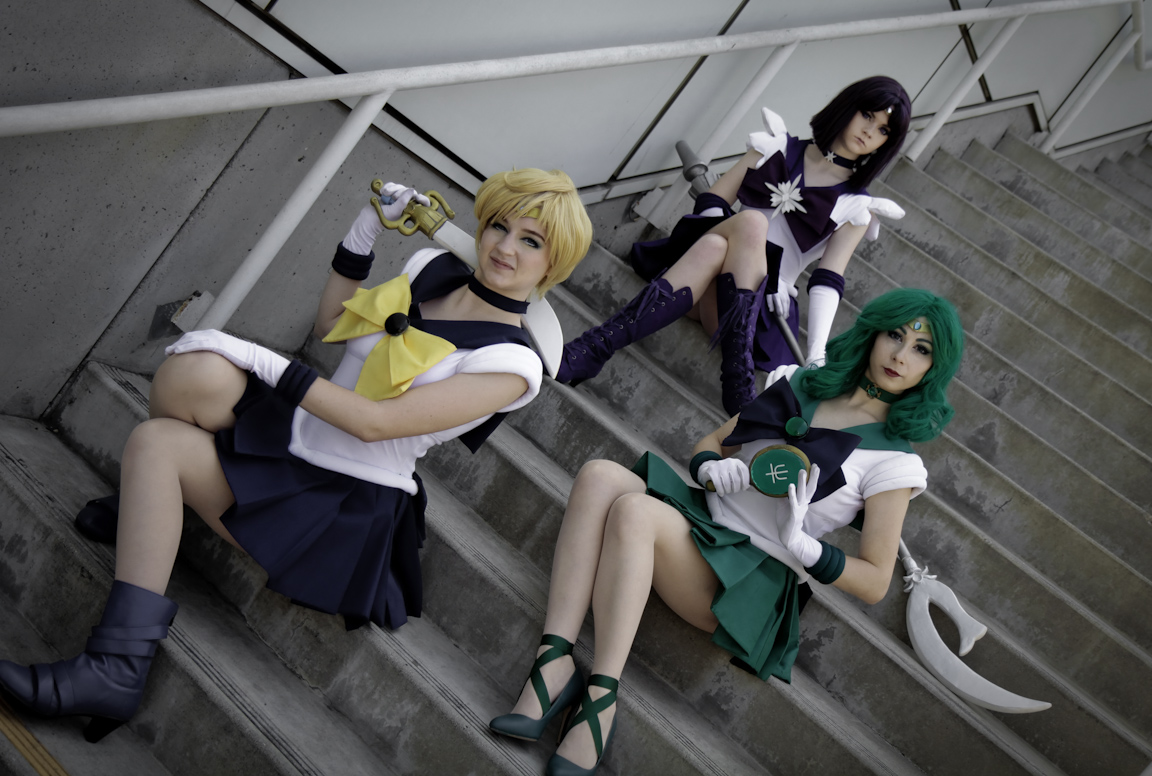
Cosplayers interpretando a las Sailor Senshi del Sistema Solar Externo.

La historia de Sailor Moon se centra en las encarnaciones actuales de las Sailor Senshi de los planetas del Sistema Solar (y antiguas integrantes del Milenio de Plata, un reino desaparecido), quienes ahora residen en la Tierra junto a su líder, la protagonista de la obra, en torno a la cual se reúnen para combatir el mal en equipo. Más adelante, un giro argumental de la última temporada de la serie, no obstante, presenta personajes del mismo tipo en otras partes de la Vía Láctea. De acuerdo con declaraciones de la autora, solo las mujeres pueden llevar el título de Sailor Senshi (aunque existe al menos un hombre con un Cristal Sailor: Mamoru Chiba, guardián del planeta Tierra cuya identidad secreta para la batalla es "Tuxedo Mask").
El término general para abarcar al conjunto de estas guerreras, "Sailor Senshi" (que dentro de la serie hace alusión a su pertenencia a un grupo y origen común, representado por el collar de marinero en sus uniformes) constituye una fusión del inglés y el japonés concebida por la creadora de la serie, Naoko Takeuchi. Ésta surgió originalmente vinculada a una estrategia de marketing, la cual concebía la denominación como una forma de asociar la historia de la obra a dos expresiones muy comunes y familiares para el público adolescente: sera fuku (una forma de wasei-eigo que alude tanto al traje de marinero como a un popular estilo de uniforme escolar japonés, basado en el mismo) y senshi (que en japonés significa 'soldado' o 'guerrero'). En los primeros siete capítulos, originalmente publicados en Nakayoshi, tanto las justicieras como los villanos solo usaban la expresión "Sailor fuku Senshi" (セーラー服戦士 Sērā fuku senshi?, guerreras de Sailor fuku o "guerreras con uniforme de marinero"), hasta que ésta fue reemplazada por la actual "Sailor Senshi" (セーラー戦士 Sērā Senshi?, Guerreras Sailor) a partir del capítulo 8. Como tantos otros vocablos japoneses, la palabra senshi actúa tanto en plural como en singular. 
Tras la difusión de la serie a otros países, sin embargo, la expresión fue traducida de manera diferente en los distintos idiomas. Por ejemplo, el primer doblaje estadounidense de la primera serie de anime, hecho por la empresa DiC,  empleó la frase "Sailor Scout" durante la mayor parte de los episodios; cuestión que se trasladó también a la versión hispanoamericana. En España, en cambio, se optó por la expresión 'Guerrera de la Justicia', mientras que en la versión en imagen real y en el doblaje mexicano de Sailor Moon Crystal se traduce la palabra como 'guardián'.

## Conceptos
En la primera temporada de Sailor Moon, se identifica a las Sailor Senshi como a las guerreras de un antiguo reino llamado el Milenio de Plata, cuyo propósito fue proteger a todos los planetas del Sistema Solar. En un pasado remoto, todos los demás planetas del sistema, a excepción de la Tierra, contaban con la presencia de una de estas guerreras; hasta que una devastadora guerra que se desató entre la Tierra y la Luna trajo consigo la muerte de su civilización ancestral. La devastación fue tal que la vida en la Tierra tuvo que empezar nuevamente desde cero. Sin embargo, muchas de estas guerreras fueron enviadas a dicho planeta, para renacer como un grupo de muchachas ordinarias en pleno siglo XX. Reencarnadas como seres humanos normales; durante la trama y por distintos medios ellas recuperan el recuerdo de su anterior vida, junto con sus antiguos poderes, para continuar con su misión de proteger el Sistema Solar; esta vez desde el planeta Tierra. Entonces cada una de ellas inicia una doble vida como estudiante/superheroína; realizando esto de manera secreta y sin renunciar a su vida común y corriente. 
Solo en la última temporada se revela, en un nuevo giro argumental, que la existencia de las Sailor Senshi no se limita solo al reino del Milenio de Plata, o a los planetas del Sistema Solar; sino que muchas civilizaciones, planetas y reinos distantes de la galaxia también cuentan con la presencia de este tipo de guardianas justicieras. En el manga original, además, se explica que la esencia de todas ellas procede originalmente de un mismo lugar en el centro del universo, llamado el Caldero Primordial.

### El Caldero Primordial
Tanto en el manga original como en la versión animada, se explica que todas las criaturas vivientes poseen una "semilla estelar" (star seed en el original), equivalente en la serie a lo que sería su alma. Se trata de estructuras cristalinas de forma poliédrica, similares a diamantes, alojadas "místicamente" en el interior de su poseedor. Según el manga, las semillas estelares nacen en un lugar llamado el Caldero Galáctico, Caldero Primordial o Caldero Madre: el lugar sagrado donde se han originado los planetas, las estrellas y todo lo que existe con vida en el Universo.
Este recinto se encuentra situado en la estrella Cero de Sagitario, en el centro de la Vía Láctea. Aparece retratado como una suerte de gran lago celeste, ténuemente luminoso, frente al cual han sido colocados un pórtico con columnas y una larga plataforma de acceso.
Como las Sailor Senshi son guerreras encargadas de la protección de un cuerpo celeste (ya sea un planeta, estrella, asteroide, etc), han nacido con una semilla estelar especial que les otorga poderes extraordinarios para cumplir con esta misión. Este tipo de semilla también nace en el Caldero Primordial, al igual que las semillas estelares ordinarias.   

#### Los Cristales Sailor o Sailor Crystals
Los cristales sailor son, al igual que las semillas estelares, un nombre con el que se designa a una parte del alma o ser de los personajes de la serie. En el manga, Cristales Sailor (Sailor Crystals) es el nombre con el que se designa en el manga a las semillas estelares de las Sailor Senshi.  Son un tipo "especial" de semilla estelar que solo ellas poseen. A diferencia de las semillas estelares de otras personas, las semillas de las Sailor Senshi contienen los poderes sobrenaturales así como también la esencia de cada una de estas justicieras. Separarse total y definitivamente de estas semillas supone la muerte del cuerpo físico de las guerreras; pero no así de su corazón o espíritu, que continúa en el interior del cristal. En la versión del anime de los años 90, a estas semillas de carácter especial se las llama simplemente verdaderas.  Esto se debe a que tienen un resplandor que no se extingue al ser sustraídas de la justiciera a la que pertenecen, algo que sí ocurre con las semillas de las personas ordinarias.
Todas las Sailor Senshi que aparecen en la serie tienen su propio Cristal Sailor, al cual en ocasiones se le da un nombre diferenciador:

##### Nombres de Cristales Sailor conocidos
- El Cristal de Plata de Sailor Moon, que en el manga se comienza a denominar Cristal Lunar de Plata cuando alcanza una forma más poderosa y varía su apariencia.
- La verdadera semilla estelar de Sailor Mercury, que se conoce en el manga como el Cristal de Mercurio.
- La verdadera semilla estelar de Sailor Mars, que se conoce en el manga como el Cristal de Marte.
- La verdadera semilla estelar de Sailor Jupiter, se conoce en el manga como el Cristal de Júpiter.
- La verdadera semilla estelar de Sailor Venus, se conoce en el manga como el Cristal de Venus.
- La verdadera semilla estelar de Tuxedo Mask, que en el manga se revela como el Cristal Dorado.
- La verdadera semilla estelar de Sailor Uranus, que se conoce en el manga como el Cristal de Urano.
- La verdadera semilla estelar de Sailor Neptune, que se conoce en el manga como el Cristal de Neptuno.
- El Cristal de Plata del futuro de Sailor ChibiMoon, que en el manga se comienza a denominar Cristal Rosa Lunar[41][42] cuando alcanza una forma más poderosa y varía su apariencia.
- La verdadera semilla estelar de Sailor Pluto, que se conoce en el manga como el Cristal de Plutón.
- La verdadera semilla estelar de Sailor Saturn, que se conoce en el manga como el Cristal de Saturno.
- La verdadera semilla estelar de Sailor Galaxia, conocida en el anime como ChibiChibi y en el manga como Cristal de Lazurita o Cristal Saffer,[43] el Cristal Sailor de mayor poder destructor.
- El Cristal Cosmos de Sailor Cosmos,[44] que contiene el máximo poder "Lambda".[44]

#### Guardianas de los poderes Sailor
Las Guardianas de los poderes Sailor (セーラーパワーガーディアン 守護力精霊 Sērā Pawā Gārudan, shugo-ryoku seirei?) aparecen solo en la versión del manga, no en la animada. Son pequeñas guardianas con aspecto de duende que en algunos casos parecen versiones en miniatura de las Sailor Senshi cuyos poderes custodian. Solo a cuatro de esas guardianas se les da un nombre individual: "Guardiana Urano" (guardiana del poder de Sailor Uranus), "Guardiana Neptuno" (guardiana del poder de Sailor Neptune), "Guardiana Plutón" (guardiana del poder de Sailor Pluto) y "Guardiana Cosmos" (guardiana del Caldero Primordial); pero es posible que todas se denominen de forma indistinta.  Aunque solo se ha mostrado que sean las Sailor Senshi del Sistema Solar quienes tengan a este tipo de guardianas como apoyo adicional, es posible que otras Sailor Senshi de diferentes partes del Universo también lo hagan.

## Personajes
En la metaserie de Sailor Moon aparecen numerosas Sailor Senshi en las versiones presentadas en los formatos de anime, manga, imagen real y musical. De algunas de esas versiones se hace mención a continuación:

### Sailor Senshi del Sistema Solar
Las Sailor Senshi del Sistema Solar (太陽系の セーラー戦士  taiyōkei no sērā senshi?, o "Sailor Senshi de los planetas del Sistema Solar") es como se conoce a un equipo conformado por la protagonista y sus compañeras justicieras, con quienes lucha secretamente para combatir el mal (aunque ellas no reciben este nombre, de manera oficial, hasta la última temporada). Éstas son las Sailor Senshi encargadas de proteger cada uno de los cuerpos celestes del Sistema Solar, pero que actualmente llevan también una vida como personas corrientes en el planeta Tierra, en el presente; donde se reúnen para combatir en conjunto. Este grupo constituye el equipo protagónico de Sailor Senshi en toda la obra, y está formado por las encarnaciones actuales de varios integrantes del reino del Milenio de Plata (tanto pasados como futuros): la antigua princesa de la luna, el antiguo príncipe de la Tierra y las ocho Sailor Senshi del primer Milenio de Plata. 
En el presente narrativo de la obra, ellos son conocidos como Sailor Moon, Tuxedo Mask, las cuatro "Sailor Senshi del Sistema Solar Interno" (Sailor Mercury, Sailor Mars, Sailor Jupiter y Sailor Venus) y las cuatro "Sailor Senshi del Sistema Solar Exterior" (Sailor Uranus, Sailor Neptune, Sailor Pluto y Sailor Saturn). Dentro de este grupo, Sailor Moon y las cuatro Sailor Senshi del Sistema Solar Interno son los cinco personajes femeninos que aparecen desde el primer arco argumental, quienes tienen un carácter protagonista en las primeras dos temporadas, así como un rol protagónico en varios capítulos y episodios individuales (dedicados a ellos) durante toda la serie. Los otros integrantes (las cuatro Sailor Senshi del Sistema Solar Externo), introducidos como personajes secundarios en las temporadas siguientes, ganaron posteriormente un rol como personajes floretes de las Sailor Senshi del Sistema Solar Interno en el resto de la trama. Desde la perspectiva interna del universo ficticio de la historia, en contraste, todo el equipo de diez miembros de estos defensores del Sistema Solar es considerado como un grupo fundamental de actantes.

#### Sailor Moon
Sailor Moon (セーラームーン Sērā Mūn?) aparece desde el capítulo 1 y finalmente se revela que es la poseedora del Cristal de Plata, el Cristal Sailor más poderoso en la Vía Láctea. Por lo tanto, es la guerrera más poderosa del Sistema Solar y, además, la más poderosa de todas las Sailor Senshi conocidas. Su identidad civil es la protagonista de la serie,  Usagi Tsukino, que en su vida pasada vivía en el Reino de la Luna como la Princesa Serenity.

#### Tuxedo Mask
Tuxedo Mask (タキシード仮面 Takishīdo Kamen?) aparece desde el capítulo 1 y es un joven enmascarado quien según palabras de la propia autora es el equivalente a la Sailor Senshi de la Tierra. Su identidad civil es como Mamoru Chiba, el principal interés amoroso de Usagi Tsukino, quien en su vida pasada era conocido como el príncipe del reino de la Tierra, Endymion. En el manga original, es el poseedor del Cristal Dorado. Sus poderes son grandes, aunque él mismo los desconoce en gran medida hasta el tomo 15 del manga y nunca parece ejercitarlos en su totalidad.

#### Sailor Senshi del Sistema Solar Interno
| Sistema Solar Interno |                |
| Sailor Mercury        | Sailor Jupiter |
| Sailor Mars           | Sailor Venus   |

Las Guerreras de las Cuatro Deidades Guardianas (四守護神の戦士 Yon Shugoshin no Senshi?) o "Guerreras guardianas de la Princesa Serenity" (プリンセス・セレ二ティを守る 守護戦士 [ガーディアン] Purinsesu Sereniti o mamoru shugosenshi [gādian]?) aparecen a partir de la primera temporada, y son las guardianas de los planetas Mercurio (Sailor Mercury), Marte (Sailor Mars), Júpiter (Sailor Jupiter) y Venus (Sailor Venus). En su vida pasada, estas cuatro Sailor Senshi vivían en el Reino de la Luna y su misión era la de proteger a la Princesa Serenity. Cuando renacen en el planeta Tierra en el siglo XX, continúan con su labor cuidando de la reencarnación de la Princesa Serenity, Sailor Moon.

#### Sailor Senshi del Sistema Solar Externo
| Sistema Solar Externo |               |
| Sailor Uranus         | Sailor Pluto  |
| Sailor Neptune        | Sailor Saturn |

Las Guerreras del Sistema Solar Externo (外部太陽系戦士 Gaibu Taiyōkei Senshi?). Son las guardianas de los planetas Urano (Sailor Uranus), Neptuno (Sailor Neptune), Saturno (Sailor Saturn) y Plutón (Sailor Pluto). Solo una de ellas, Sailor Pluto, aparece por primera vez en la segunda temporada de la serie; mientras que Sailor Uranus, Neptune y Saturn lo hacen a partir de la tercera. En su vida pasada, mientras Sailor Pluto custodiaba la Puerta del Tiempo-Espacio y Sailor Saturn dormía su letargo, Sailor Uranus y Neptune tenían el deber de permanecer en sus astros, Urano y Neptuno, ubicados en el extremo del Sistema Solar. Su misión era proteger al Reino de la Luna y al resto de planetas de invasiones externas. Cuando renacen en el siglo XX continúan su labor, pero esta vez desde la Tierra y siguiendo a la heredera del Reino de la Luna, Sailor Moon.

### Sailor Senshi del futuro
Los que siguen son otros personajes que aparecen después de la primera saga. Algunos de ellos, sobre todo el primero, llegan a cobrar una importancia decisiva, pero al resto se les puede considerar secundarios. Son las Sailor Senshi que aparecen en el siglo XX procedentes del futuro, ya sea el siglo XXX (como Sailor ChibiMoon y sus guardianas, el Sailor Quartetto) o de un futuro aún más lejano (como Sailor Cosmos).  

#### Sailor ChibiMoon
Sailor ChibiMoon (セーラーちびムーン Sērā ChibiMūn?) es la forma de Sailor Senshi que Chibiusa asume a partir de la segunda temporada del manga y de Sailor Moon Crystal, y a partir de la tercera en el anime de los años 90. Es la Sailor Senshi equivalente a la Luna en el siglo XXX, poseedora de su propia versión del Cristal de Plata y por tanto heredera del estatus de Sailor Moon. Se trata de la futura hija de Usagi y Mamoru en sus formas adultas como la Neo Reina Serenity y el Rey Endymion, y se la conoce como Pequeña Dama Serenity o simplemente "Chibiusa".

#### Sailor Quartetto
| Sailor Quartetto |              |
| Sailor Ceres     | Sailor Juno  |
| Sailor Pallas    | Sailor Vesta |

Las Sailor Quartetto (セーラー・カルテット Sērā Karutetto?) aparecen por primera vez en la cuarta temporada (durante la saga del Circo Dead Moon) bajo el nombre del "Cuarteto de Amazonas". Conocidas individualmente como Cere Cere (Sailor Ceres), Para Para (Sailor Pallas), Jun Jun (Sailor Juno) y Ves Ves (Sailor Vesta), son un grupo de seguidoras de la Reina Neherenia, nueva enemiga de Sailor Moon en la citada trama. En el manga se descubre que se encontraban bajo un maleficio, y una vez libradas de él recuperan la memoria y su verdadera identidad como Sailor Asteroids, futuras guardianas de Sailor ChibiMoon. Una vez que todo se resuelve, vuelven a sumirse en el sueño del que fueron despertadas a la espera de que ChibiUsa las necesite.

#### Sailor Cosmos
Sailor Cosmos (セーラーコスモス Sērā Kosumosu?) aparece únicamente al final de la quinta y última temporada del manga (en la saga de Stars). Se trata de la verdadera identidad de ChibiChibi, quien proviene de un futuro muy lejano y es la encargada de proteger el Universo entero en su propio tiempo. Un personaje misterioso de breve pero fundamental intervención, acerca del cual hay muchas incógnitas.

#### Sailor Caos
Sailor Chaos (セーラーカオス Sērā Kaosu?) es una Sailor Senshi mencionada brevemente al final de la quinta y última temporada del manga. Ella es la imbatible enemiga de la última y definitiva forma de Sailor Moon, Sailor Cosmos. Sailor Caos existirá en un futuro remoto y lejano, por lo que solo es mencionada en la disertación de Sailor Cosmos, sin hacer una aparición real en la serie.

### Otros
Los que siguen son personajes cuyo estatus e identidad como Sailor Senshi se ven alterados según la versión de la serie a la que pertenecen.

#### Sailor ChibiChibi-Moon
Sailor ChibiChibiMoon  (セーラー・ちびちびムーン Sērā ChibiChibiMūn?) aparece en la última temporada y es la identidad como Sailor Senshi de ChibiChibi, que en la versión animada de los años 90 es la semilla estelar de Sailor Galaxia, y en la versión del manga es el disfraz de Sailor Cosmos.

#### Sailor Luna
Sailor Luna (セーラールナ Sērā Runa?) es exclusiva de la única temporada de la serie de acción real, puesto que no aparece en el anime ni en el manga. Esta guardiana aparece cuando la gata Luna, consejera de Usagi, adquiere poderes de Sailor Senshi.

### Sailor Senshi del Espacio Exterior
Son Sailor Senshi que provienen de algún planeta "fuera del Sistema Solar" y aparecen en la última temporada de la serie. Ellas son Sailor Kakyū, las Sailor Starlights, Sailor Galaxia y los miembros del imperio de ésta, "Shadow Galactica". 

#### Sailor Senshi de Kinmoku
Kinmoku es el planeta del cual provienen las Sailor Starlights, regido por la Princesa Kakyū. El planeta es saqueado y destruido por Sailor Galaxia; en dicha batalla, Kakyū resulta herida y huye a la Tierra, por lo cual las Starlights también van en su búsqueda. Las cuatro Sailors de este planeta aparecen en la saga Stars.

##### Sailor Starlights
| Sailor Starlights   |
| Sailor Star Fighter |
| Sailor Star Maker   |
| Sailor Star Healer  |

Sailor Starlights (セーラー・スターライツ Sērā Sutaraitsu?) son las guardianas de los tres satélites que orbitan alrededor del planeta Kinmoku, y están encargadas de proteger a la Princesa Kakyû, hacia quien profesan una gran devoción. Se llaman Sailor Star Fighter, Sailor Star Maker y Sailor Star Healer.

##### Sailor Kakyū
Sailor Kakyū (セーラー火球 Sērā Kakyū?) es la forma Senshi de la Princesa Kakyū. Como su rango indica, es la protectora y princesa heredera al trono de su planeta natal, en concreto del reino de Tankei, aunque debe apreciarse que su forma de Sailor Senshi solo aparece en el manga, y no en el anime de los años 90.

#### Shadow Galactica
Shadow Galactica (シャドウギャラクティカ Shadō Gyarakutika?) es el nombre que se le da en el manga al ejército capitaneado por Sailor Galaxia, nutrido por diversas Sailor Senshi. 
| Sailor Iron Mouse           |
| Sailor Aluminum Seiren      |
| Sailor Lead Crow            |
| Sailor Tin Nyanko           |
| Sailor Heavy Metal Papillon |

| Sailor Lethe     |
| Sailor Mnemosyne |

| Sailor Phi |
| Sailor Chi |

Todas ellas son enemigas de las Sailor Senshi del Sistema Solar y sirven fielmente a Galaxia. Las integrantes de la Shadow Galactica son las Sailor Animamates (conformadas por Sailor Iron Mouse, Sailor Aluminum Seiren, Sailor Lead Crow, Sailor Tin Nyanko y Sailor Heavy Metal Papillon) y -sólo en el manga– las Sailor Senshi del Río Desierto (Sailor Lethe y Sailor Mnemosyne) y las Sailor Senshi del Jardín Estelar (Sailor Phi y Sailor Chi). 

##### Sailor Galaxia
Sailor Galaxia (セーラーギャラクシア Sērā Gyarakushia?) procede de muy lejos del Sistema Solar, y es la principal enemiga de Sailor Moon en la última saga del manga y temporada del anime. Apodada "la guerrera de la destrucción", es quizá la Sailor Senshi más poderosa después de la protagonista.

##### Sailor Anima-Mates
Las Sailor Anima-Mates (セーラーアニマメイツ Sērā Animameitsu?) son un grupo de falsas Sailor Senshi a las órdenes de Galaxia. Reclutadas por ésta con la promesa de elevarlas al rango de auténticas guerreras, traicionaron a las verdaderas Senshi de diversos planetas fuera del Sistema Solar y las suplantaron. Ellas son Sailor Iron Mouse, Sailor Aluminum Seiren, Sailor Lead Crow y Sailor Tin Nyanko. En el manga se añade una más, Sailor Heavy Metal Papillon (aparte, en los musicales se añaden Sailor Titanium Kerokko y Sailor Pewter Fox). En la versión del manga, ellas atacan directamente a las Sailor Senshi de la Tierra y arrebatan sus cristales Sailor a Sailor Mercury, Sailor Jupiter y a las guardianas de Sailor Mars, Phobos y Deimos. Luego son eliminadas.

##### Sailor Senshi del Río Desierto
Sailor Lethe (セーラー・レテ Sērā Rete?) y Sailor Mnemosyne (セーラー・ムネモシュネ Sērā Munemoshune?) aparecen solo en el manga. Son verdaderas Sailor Senshi. Tras haber presenciado impotentes cómo su mundo era destruido por Sailor Galaxia, decidieron ponerse bajo el servicio de ésta para salvar sus vidas. Su misión es custodiar el Río de Arena que se halla a la entrada de la Estrella Cero de Sagitario, antesala del palacio de Sailor Galaxia. Lethe controla las aguas del olvido y Mnemosyne las de la memoria, por lo que son capaces, respectivamente, de borrar y devolver los recuerdos. Habiendo matado a Luna, Artemis y Diana, y estando a punto de vencer a Sailor Moon, ambas se dan cuenta de su error y rehúsan acabar con ella. Por esta traición son asesinadas por Sailor Phi y Sailor Chi, las Senshi del Jardín Estelar. 

##### Sailor Senshi del Jardín Estelar
Las Cultivadoras de Estrellas o Star Gardeners (スター・ガードナー Sutā Gādonā?) se llaman Sailor Chi y Sailor Phi, según las letras del alfabeto griego. Aparecen sólo en la versión del manga. Se autodenominan "jardineras" porque cuidan de los Cristales Sailor robados por Galaxia, depositados en el Jardín Estelar que rodea el palacio de su señora. Son las que asesinan a Sailor Lethe y Sailor Mnemosyne por su deslealtad, así como también a las Sailor Starlights y a la Princesa Kakyū para extraerles sus cristales Sailor.
En los musicales se les suma una más, Sailor Theta.

#### Sailors suplantadas
Solo en la última temporada de la versión del manga, la saga Stars, se mencionan algunas Sailor Senshi que murieron asesinadas por el imperio de Shadow Galactica. Sus poderes fueron robados y su estatus usurpado por las Sailor Animamates, quienes son falsas Sailor Senshi. Ellas son:

##### Sailor Coronis
Sailor Coronis (セーラーコ口二ス Sērā Koronisu?) es una Sailor Senshi mencionada brevemente en la última temporada del manga. Ella era la auténtica Sailor Senshi del planeta Coronis, el planeta de origen de Phobos y Deimos, hasta que fue traicionada y suplantada por Sailor Lead Crow. Es la única de estas Sailor Senshi cuya imagen aparece retratada en el manga, aunque de espaldas.

##### Sailor Mau
Sailor Mau (セーラーマウ Sērā Mau?) es una de las Sailor Senshi mencionadas brevemente en la última temporada del manga. Ella era la Sailor Senshi del planeta Mau, astro natal de Luna y Artemis. Fue suplantada por Sailor Tin Nyanko. Luna y Artemis alegan que Sailor Mau es la única y verdadera heroína de su planeta, mientras que Tin Nyanko es una impostora.

##### Sailor Chū
Sailor Chū (セーラーチュウ Sērā Chū?) es una de las Sailor Senshi que se mencionan brevemente en la última temporada del manga. Ella era la Sailor Senshi del planeta Chū, hasta que fue tracionada por Sailor Iron Mouse.

##### Sailor Mermaid
Sailor Mermaid (セーラーマーメイド Sērā Māmeido?) es una Sailor Senshi mencionada brevemente en la última temporada del manga. Ella era la Sailor Senshi del planeta Mermaid, el astro de origen de Sailor Aluminum Seiren. Según el manga, fue usurpada por esta última.

##### Sailor Cocoon
Sailor Cocoon (セーラーコクーン Sērā Kokūn?) es la Sailor Senshi del planeta Cocoon, el astro de origen de Sailor Heavy Metal Papillon. Según el manga, fue usurpada por esta última.